# Euphorbia planiticola
Euphorbia planiticola är en törelväxtart som beskrevs av David C. Hassall. Euphorbia planiticola ingår i släktet törlar, och familjen törelväxter. Inga underarter finns listade i Catalogue of Life.